# 白瓷
白瓷是一種在白色瓷坯表面塗上透明色釉並經高溫燒製的瓷器。瓷坯只有在鐵含量小於1%時才會呈現白色。白瓷由青瓷演化而來。湖南長沙的東漢墓葬出土過較原始的白瓷。一說白瓷出現在北朝末年。隋朝時白瓷製造技術開始發展成熟。唐朝是白瓷生產的鼎盛時期。